# Wheeling Ironmen
| Wheeling Ironmen | Wheeling Ironmen                                                    |
| Gegründet 1962 – Aufgelöst 1969 Spielten in Wheeling, West Virginia | Gegründet 1962 – Aufgelöst 1969 Spielten in Wheeling, West Virginia |
| --- | ------------------------------------------------------------------- |
| \| \| \| \| \| \| |                                                                     |
| Liga |                                                                     |
| - United Football League (1962–1964) - Continental Football League (1965–1969) Western Division (1965) Atlantic South Division (1966-1967) Atlantic Division (1968) Central Division (1969) |                                                                     |
| Personal |                                                                     |
| Besitzer | Mike Valan                                                          |
| Teamgeschichte |                                                                     |
| Teamnamen | - Wheeling Ironmen (1966-1969) - Ohio Valley Ironmen (1969)         |
| Erfolge |                                                                     |
| Meisterschaften (2) - UFL 1962, 1963 |                                                                     |
| Play-off-Teilnahmen (2) - UFL 1962, 1963 |                                                                     |
| Stadien |                                                                     |
| - Wheeling Island Stadium |                                                                     |
| |                                                                     |
| |                                                                     |

Die Wheeling Ironmen waren ein US-amerikanisches American-Football-Franchise aus Wheeling im US-Bundesstaat West Virginia, das von 1962 bis 1964 unter dem Namen Wheeling Ironmen am Spielbetrieb der United Football League (UFL) teilnahm und von 1965 bis 1969 unter dem Namen Ohio Valley Ironmen in der Continental Football League (COFL) in Erscheinung trat, ehe es sich nach dem Spieljahr 1969 auflöste.

## Geschichte
Die Wheeling Ironmen entstanden als Minor-League-Team im vom Kohleabbau geprägten Gebiet des Ohio Valley in West Virginia. Im Jahre 1962 gründete eine Gruppe von 15 lokalen Geschäftsleuten und Marktführern ihrer Region das Franchise in der Stadt Wheeling und hinterlegten eine Summe von jeweils 1.000 US-Dollar pro Investor für die Aufnahme in die ein Jahr zuvor gegründete United Football League (UFL). Als Präsident und General Manager des Franchises wurde Michael „Mike“ J. Valan (1910–1986) bestimmt, der zusammen mit den anderen Investoren Eigentümer des Franchises war. In der professionellen Minor League waren neben dem Team aus West Virginia auch noch Mannschaften aus Illinois, Indiana, Kentucky, Michigan und Ohio vertreten. Bereits im ersten Spieljahr brachten es die Wheeling Ironmen unter Trainer Tom Keane auf eine Bilanz von acht Siegen und vier Niederlagen bei zwölf Meisterschaftsspielen. Im saisonentscheidenden Endspiel trat das Franchise daraufhin gegen den amtierenden Meister Grand Rapids Blazers an und gewann die Partie mit 30:21. In der nachfolgenden Saison 1963 konnten die Wheeling Ironmen ihren Titel verteidigen, als sie, nach einer Bilanz von zwölf Siegen und einer Niederlage aus 13 Spielen in der regulären Spielzeit, das Franchise Toledo Tornadoes mit 31:21 besiegten. Im Spieljahr 1964, dem letzten unter Cheftrainer Tom Keane, absolvierten die Ironmen in einer abermals erweiterten Liga eine mittelmäßige Saison und kamen bei 14 Meisterschaftspartien auf eine Bilanz von sieben Siegen und ebenso vielen Niederlagen. Ein Play-off-Platz blieb aus diesem Grund aus, weshalb das Franchise auch nicht mehr die Möglichkeit bekam seinen Titel zu verteidigen.
Nachdem die Mehrheit der Franchiseeigentümer, die eine regionale Liga im Mittleren Westen fortführen wollte, wegfiel um im Februar 1965 die Professional Football League of America (PFLA), die in weiterer Folge bereits 1967 wieder aufgelöst wurde, zu gründen, wurde aus diesem Grund auch die UFL Anfang des Jahres 1965 aufgelöst. In weiterer Folge gründete sich nachdem Zusammenbruch der UFL noch im selben Jahr die Continental Football League (COFL). Diese sollte als dritte Major League neben der National Football League (NFL) und der American Football League (AFL) fungieren und erhielt ihren Namen teilweise in Anlehnung an die Continental League (CL), die Ende der 1950er und Anfang der 1960er Jahre neben der American League (AL) und der National League (NL) als eine der drei Major Leagues innerhalb der Major League Baseball geplant war. Die COFL agierte im Gegensatz zur UFL weitaus ambitionierter und expandierte Ende der 1960er Jahre sogar landesweit und brachte Franchises aus zahlreichen US-Bundesstaaten hervor, ehe auch COFL aufgelöst wurde. Obwohl ein Großteil des Wettbewerbs immer noch regional war – die Ironmen spielten nicht gegen die texanischen, kalifornischen oder die Teams aus den pazifischen Nordwesten der COFL – reisten die Ironmen jedoch per Flugzeug zu Division-Gegnern nach Toronto oder Orlando. Das Franchise war finanziell angeschlagen, was vor allem ab Mitte der 1960er bekannt und in den Sportmagazinen jener Zeit thematisiert wurde. Noch dazu blieb auch der sportliche Erfolg aus. Auf zwei Siege und zwölf Niederlagen aus 14 Spielen im Spieljahr 1965 unter den Trainern Mac Cara und Bob Snyder folgten 14 Niederlagen aus ebenso vielen Partien im darauffolgenden Jahr 1966.
Im Spieljahr 1967, in dem Bob Snyder das Team zum letzten Mal trainierte, konnten die Wheeling Ironmen ein Budget von 270.000 US-Dollar aufweisen und beendete das Jahr mit einem Minus von 90.000 US-Dollar, unter anderem auch deshalb, weil sie für die finanziell stark angeschlagenen Brooklyn Dodgers, die in diesem Jahr nach Akron, Ohio, verkauft wurden, teilweise die Gehälter bezahlten. Erst im Jahre 1968 fanden die Wheeling Ironmen, mittlerweile unter dem Namen Ohio Valley Ironmen auftretend, zumindest auf sportlicher Ebene den Weg zurück auf die Siegerstraße. Nachdem das Franchise im April 1968 bereits kurz vor dem endgültigen Aus stand und bereits aufgelöst war, wurden von der Gesellschaft binnen kurzer Zeit doch noch die nötigen Mittel aufgebracht, um einen Verbleib in der Liga zu sichern. In einem längeren Profil in der Dezember-Ausgabe der Sports Illustrated wurde im Jahre 1968 die finanzielle Lage des Franchises thematisiert. Das maximale Gehalt eines Spielers betrug zu diesem Zeitpunkt 200 US-Dollar pro Spiel und die Gehaltsobergrenze des gesamten Teams belief sich auf 5.000 US-Dollar in der Woche. In den letzten beiden Jahres ihres Bestehens kam für die nunmehrigen Ohio Valley Ironmen auch der sportliche Erfolg zurück. Das Spieljahr 1968 wurde mit neun Siegen und drei Niederlagen aus zwölf Spielen beendete und das letzte Spieljahr 1969 endete mit sechs Siegen und ebenso vielen Niederlagen aus zwölf Meisterschaftsspielen. Ende des Jahres 1969 lösten sich die Ironmen auf. Nachdem sich in weiterer Folge die Continental Football League aufsplittete und mehrere Teams die Liga verließen, wurde wenige Monate später auch die Liga selbst aufgelöst.

## Bekannte Spieler
Im Laufe der Jahre spielten mehrere, vor allem in späterer Zeit bekannt gewordene Akteure bei den Ironmen. In den Jahren 1966 und 1967 war der spätere Cheftrainer der Cincinnati Bengals Sam Wyche als Quarterback im Team der Wheeling Ironmen.
Als die Green Bay Packers und die Kansas City Chiefs im Januar 1967 in der allerersten Super Bowl aufeinander trafen, hatten beide Teams ehemalige Ironmen-Defensive-Linemen in ihren Reihen. Bei den Chiefs war dies Andy Rice, bei den Packers war es Bob Brown, der in dieser Begegnung unter anderem einen Sack verzeichnen konnte. Brown – nicht zu verwechseln mit dem namensgleichen und 1941 geborenen Offensive Lineman – sollte in weiterer Folge zwei Super Bowls mit den Packers gewinnen und im Jahre 1972 in der Pro Bowl zum Einsatz kommen.
Außerdem kam John Amos im Spieljahr 1965 zu einigen Kurzauftritten für die Wheeling Ironmen. Amos wurde, nachdem seine Minor-League-Karriere Ende der 1960er Jahre endete, ein erfolgreicher Fernseh-, Film- und Theaterschauspieler.

## Trivia
Für das in Wheeling spielende Team in der 2025 startenden International Football Alliance wurde der Name Ohio Valley Ironmen reaktiviert.